# Джері Лоусон
Джеральд Андерсон Лоусон (1 грудня 1940 — 9 квітня 2011) — американський інженер-електронік. Відомий завдяки своїй роботі над розробкою 
відеоігрової консолі Fairchild Channel F, а також очолював команду, яка піонерувала комерційні картриджі для відеоігор. Зрештою він залишив Fairchild і заснував ігрову компанію Video-Soft. Вважається «батьком картриджа для відеоігор».

## Раннє життя
Джеральд народився 1 грудня 1940 року в Брукліні, штат Нью-Йорк.  Його батько, Блантон, працював портовим вантажником, також цікавився наукою. Мати, Меннінгс, працювала в місті, а також служила в Асоціації вчителів місцевої школи.  Дідусь Джеральда вчився на фізика, але не зміг продовжити кар'єру фізика і замість цього працював керівником поштового відділення. Батьки хлопця подбали про те, щоб він отримав хорошу освіту та заохочували його інтереси до наукових захоплень. У підлітковому віці юнак жив у Квінзі і заробляв гроші ремонтом телевізорів. У віці 13 років він отримав ліцензію на радіоаматорство, а потім, вдома, побудував власну станцію з деталей, куплених за власні гроші у місцевих магазинах електроніки. Також, він навчався у Квінс-коледжі та в Сіті-коледжі Нью-Йорка, але так і не отримав жодного ступеня.

## Кар'єра

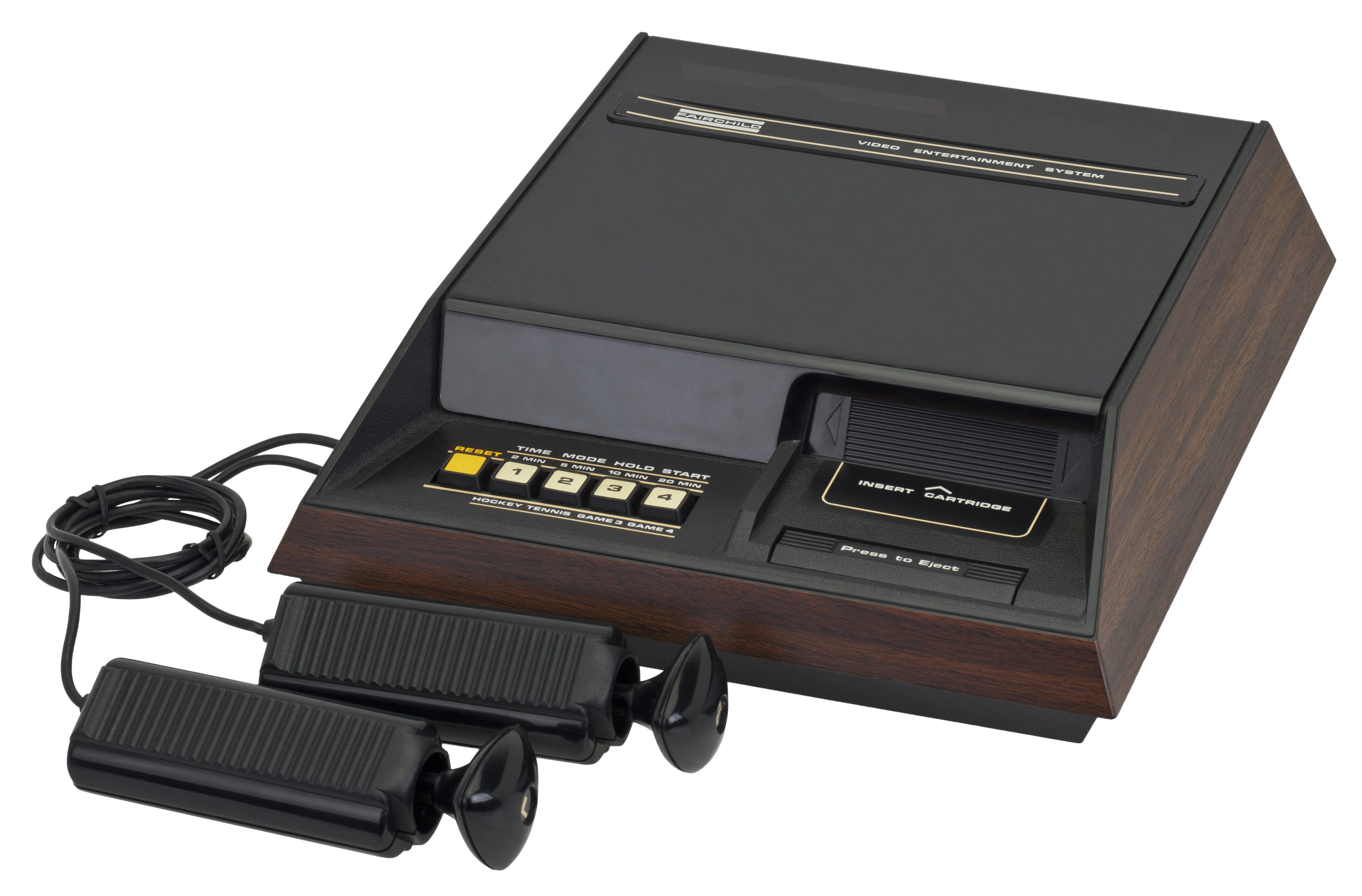
Fairchild Channel F із слотом для картриджа праворуч від пристрою.

Джері Лоусон, у 1970 році, приєднався до компанії Fairchild Semiconductor, яка знаходилася у Сан-Франциско консультантом з розробки додатків у відділі продажів. Перебуваючи там, він створив аркадну гру під назвою Demolition Derby у своєму гаражі. Завершеною ж гра була на початку 1975 року з використанням нових мікропроцесорів Fairchild F8. 
У середині 1970-х років Лоусон став головним інженером апаратного забезпечення та директором з розробки та маркетингу відділу відеоігор Fairchild. Також він очолював розробку консолі Fairchild Channel F, випущеної в 1976 році та спеціально розробленої для використання змінних ігрових картриджів на основі технології, ліцензованої компанією Alpex.  У той час більшість ігрових систем мали ігрове програмування, вбудоване в апаратне забезпечення, тому його не можна було видалити або змінити. Лоусон і його команда вдосконалили технологію, розроблену в Alpex, яка дозволила зберігати ігри як програмне забезпечення на знімних картриджах ПЗУ . Їх можна неодноразово вставляти та знімати з консолі без будь-якої небезпеки ураження електричним струмом. Консоль Channel F мала різноманітні елементи керування, включаючи новий 8-позиційний джойстик, розроблений Лоусоном, і кнопку «пауза», яка була першою для домашньої ігрової консолі. Канал F не мав комерційного успіху, але картриджний підхід був популяризований завдяки Atari 2600, випущеному в 1977 році. 
У 1980 році Джері залишив Fairchild і заснував Video-Soft, компанію з розробки відеоігор, яка створювала програмне забезпечення для Atari 2600 на початку 1980-х років, оскільки Atari 2600 витіснив Channel F як найкращу систему на ринку.  Відеософт закрився приблизно через п'ять років, і Лоусон почав займатися консалтинговою роботою. Одного разу він працював зі Стіві Уандером над створенням «Диво-годинника», який будив би дитину голосом батьків, але так і не потрапив до виробництва. Пізніше Лоусон співпрацював зі Стенфордською програмою менторів і готувався написати книгу про свою кар'єру.

## Смерть
У 2003 році, у Лоусона почалися ускладнення, в зв'язку з діабетом. Він втратив можливість використовувати одну ногу. Також втратив зір на одне око. 9 квітня 2011 року, приблизно через місяць після нагородження Міжнародної асоціації розробників ігор (IGDA), Джеральд помер від ускладнень діабету.  На момент смерті він проживав у Санта-Кларі, штат Каліфорнія, де і залишилися його дружина, двоє дітей і брат.